# Бобылёв, Николай Васильевич
Николай Васильевич Бобылёв (1931 — 1994) — звеньевой колхоза имени Кирова Кореновского района Краснодарского края, Герой Социалистического Труда (10.03.1976).
Родился 15 февраля 1931 года в селе Петропавловка Сакмарского района Чкаловской области в семье колхозников. В 1948 году с родителями переехал на Кубань. 
Работал в МТС механизатором, в 1951—1954 гг. служил в армии танкистом, после чего вернулся на прежнее место.
С 1958 г., после реорганизации МТС, — тракторист колхоз имени С. М. Кирова, где работал до выхода на пенсию в 1991 году.
С 1965 г. руководил механизированным звеном по возделыванию пропашных культур (подсолнечника и кукурузы).
За получение высоких урожаев по итогам семилетки (1959—1965) награждён орденом Ленина (30.04.1966), по итогам пятилетки — вторым орденом Ленина (08.04.1971).
Указом от 10.03.1976 г. присвоено звание Героя Социалистического Труда.
Член КПСС с января 1959 г. Делегат XXVII съезда КПСС (1986).
Жена — Бобылева Валентина Васильевна, колхозница, награждена орденом Трудовой Славы III степени (30.03.1978). Сын — Бобылев Владимир Николаевич, мастером в ПУ-53. Дочь — Романчук Людмила Николаевна, работала на птицефабрике «Родина» оператором по прививке птиц.